# Автошлях E933
Європейський маршрут E933 — європейський автомобільний маршрут категорії Б, що проходить по території Італії і з'єднує міста Алькамо та Трапані.

## Маршрут
Весь шлях проходить через такі міста:
- Італія
  - E90 Алькамо
  - E45 Трапані